# Комісія Громика
Державна комісія з розгляду питань, порушених у зверненнях громадян СРСР із числа кримських татар (рос. Государственная комиссия по рассмотрению вопросов, которые ставятся в обращениях граждан СССР из числа крымских татар) — яку зазвичай називають просто «комісією Громи́ка» за прізвищем голови комісії — перша державна комісіє з вирішення так званої «татарської проблеми». Створена в липні 1987 року, вона видала в червні 1988 року рішення, в якому відхилила всі основні вимоги кримськотатарських борців за громадянські права, починаючи від права на повернення в Крим до відновлення Кримської АРСР.

## Передісторія
Протягом десятиліть уряд стверджував, що національне питання кримських татар «вирішено» указом № 493, який проголошував, що «людей татарської національності, які раніше проживали в Криму», «реабілітовано», але не давав права на повернення та не відновлював Кримської АРСР, крім того, унормовував використання евфемізму для невизнаної етнічної групи замість належного етноніму. Тим часом іншим депортованим народам, таким як чеченці, інгуші, калмики, балкарці та карачаївці, усім було дозволено повернутися на батьківщину, відновлено їхні титульні національні республіки, і визнано їх окремими етнічними групами — те, чого прагнув рух за права кримських татар. На зовнішні запити уряд відповідав, що кримські татари мають рівні права і більшість просто не хочуть повертатися до Криму, але на практиці дотримувався кардинально іншої політики; коли кримські татари намагалися переїхати до Криму, їм майже завжди відмовляли у видачі необхідної прописки, а потім могли знову депортувати, тоді як нетатарські мігранти до Криму не мали таких перешкод для отримання дозволу на проживання в Криму, і їх часто заохочували туди переїжджати. В Узбекистані, де проживало більшість кримських татар, тих, хто виявив бажання переїхати до Криму, карали, принижували, нагадували, що Крим для них закритий.

## Початок протестів на Красній площі та делегації
На початку кримськотатарського руху за громадянські права кримські татари направили великі делегації високоповажних кримськотатарських активістів і членів партії до Москви, щоб зустрітися з радянськими лідерами та вимагати прав на повернення та відновлення Кримської АРСР. Але час минав, а делегації нічого не досягали, окрім того, що учасників карали за участь, тому таких делегацій і візитів до Москви ставало менше. Проте, в часи гласності, кримськотатарські активісти відновили масові поїздки до Москви. Крім того, вони сподівалися, що в умовах зниження цензури ЗМІ будуть готові прислухатися до них і включити їхні думки у висвітлення національних проблем, замість того, щоб підтримувати лінію «все гаразд». 20 червня 1987 року перші кримськотатарські делегати прибули до Москви, де відвідали редакції різних газет, журналів і телестанцій, а також Спілку письменників, розповідали про своє заслання та просили опублікувати їхні листи та петиції, але ці прохання зазвичай відхилялися. Пізніше, 26 червня, кілька кримських татар зустрілися з Петром Демічевим, який лише погодився розповісти Горбачову про їхні коментарі. На початку липня кілька десятків кримських татар організували пікети на Красній площі з плакатами із закликами щодо права на повернення. Масштаби протестів швидко зростали: пікет перед будівлею ЦК КПРС 23 липня зібрав близько 100 протестувальників, але вже через два дні кількість зросла до близько 500.

## Формування комісії
9 липня 1987 року уряд нарешті погодився сформувати комісію, яка вирішила б долю кримськотатарського народу. Напередодні невелика делегація кримських татар зустрілася з письменником Євгеном Євтушенком, який закликав радянських керівників зустрітися з ними чи, принаймні, вислухати. Питання дійшло до обговорення в політбюро, і М. С. Горбачов, який не хотів ухвалювати жодних твердих рішень з цього приводу, вирішив передати питання комісії. Згодом він запропонував обрати головою комісії А. А. Громика, який рідко займався побутовими питаннями. Його обрали, попри його крайнє небажання зустрічатися з кримськими татарами та вороже ставлення до цієї етнічної групи. У розмові з Горбачовим він висловив бажання повністю нехтувати кримських татар і тримати їх у місцях заслання, тобто, продовжити політику останніх десятиліть. Проте Громика призначили головою комісії, і він мусив обговорювати це питання з іншими радянськими політиками. До керівництва комісії увійшли різні високопоставлені радянські політики, зацікавлені в цьому питанні, зокрема Едуард Шеварднадзе, Віктор Чебриков, Віталій Воротников, Володимир Щербицький, Інамжон Усмонходжаєв, Петро Демичев, Олександр Яковлєв, Анатолій Лук'янов, Георгій Разумовський, але не було кримських татар.

## Діяльність
21 представник кримських татар зрештою 27 липня 1987 року зустрілися в Кремлі з Громиком, де він висловив свою зневагу та не запропонував жодних значних поступок, але вимагав від кримських татар бути менш емоційними. Разом із публікацією в центральних газетах брехливого повідомлення ТАРС про те, що наступного дня утворено комісію це розчарувало членів кримськотатарської делегації, вони дедалі більше турбувалися, що проєкт буде повторенням указу № 493. Пізніше ТАРС перепублікувало ще одну заяву Громика про те, що будь-які спроби тиску на державні органи не підуть на користь. Комісія проіснувала одинадцять місяців, перш ніж опублікувати свій остаточний звіт у червні 1988 року. Тим часом влада Криму залишалася вороже налаштованою до ідеї надання кримським татарам права на повернення та ще більше посилила правила прописки в Криму, оскільки нові кримські татари намагалися прибути та зареєструватися на півострові. Тим часом в Узбецькій РСР комісія намагалася з'ясувати настрої кримських татар, провівши зустрічі з представниками регіональної кримськотатарської діаспори, та була занепокоєна тим, що вони висловилися за повернення до Криму та відновлення Кримської АРСР відповідно до вимог тих, кого радянські органи вважали «автономістами».

### Дії центральної ініціативної групи
Попри попередження Громика про те, що посилення протестів та інших форм громадського невдоволення буде погано сприйнято, члени Центральної ініціативної групи (на чолі з Джемілєвим) продовжували залишатися в Москві, проводячи мітинги в Ізмайловському парку. Найвідоміші представники фракції Джемілєва — Сабріе Сеутова, Сафінар Джемілєва, Решат Джемілєв і Фуат Аблямітов. На відміну від перших лідерів кримськотатарського національного руху, яких вважали «ортодоксальними комуністами» і які рішуче відкидали ідею отримання допомоги з-за кордону, багато членів фракції Джемілєва відкрито шукали підтримки від Заходу, поділяючи занепокоєння основних кримськотатарських активістів, які дедалі більше хвилювалися зростанням ЦІГ та її потенційною можливістю паралізувати рух, оскільки вони добре знали, що всіх кримських татар буде покарано подальшою відстрочкою права на повернення за негідні дії членів Центральної ініціативної групи, яка складалася непропорційно з молодого покоління, що народилося в еміграції і ніколи раніше не було частиною національного руху.

## Результати
Попри надсилання різноманітних пропозицій щодо планів відновлення Кримської АРСР та повернення кримських татар до Криму, а також даних опитувань кримських татар, які показували, що більшість підтримує повернення до Криму, запити кримськотатарської громади відхилили. У висновку комісії Громика в червні 1988 року стверджувалося, що відновити Кримську АРСР нереально через демографічні особливості Криму, і пропонувалося дозволити організоване вербування незначного відсотка кримських татар до Криму для роботи в сільському господарстві, уникаючи масового повернення кримських татар, а натомість запропоновано додаткові дрібні заходи для «кращого задоволення культурних потреб» у місцях заслання кримських татар.

### Реакція та наслідки
Реакція на висновки комісії була переважно негативною; висновки комісії розчарували навіть найлояльніших комуністів з числа кримських татар. Наприклад, Роллан Кадиєв, який на той час політично еволюціонував до такої міри, що зазнав критики з боку майже всіх інших кримськотатарських активістів за його опозицію мітингу на Красній площі через побоювання, що це спровокує владу, висловив занепокоєння думкою, що лише декому з кримських татар можуть дозволити переїзд до Криму, що він назвав «батьківщиною за лотереєю». Він також розкритикував висновки комісії Громика про неможливість відновлення Кримської АРСР через демографічні причини, зазначивши, що Казахську РСР утворено тоді, коли казахи становили лише 13 % населення регіону. Юрій Османов назвав комісію антисоціалістичною та засобом підтримки сталінізму в перебудовну добу.
Лише через рік після висновку комісії про відмову у поверненні та відновленні Кримської АРСР створено другу комісію для повторного розгляду цього питання, але на чолі з Г. І. Янаєвим та за участі кримських татар.